# Thaumatichthys axeli
Thaumatichthys axeli — вид вудильникоподібних рибродини тауматихтових (Thaumatichthyidae).

## Історія
Вид був відкритий під час другої експедиції Галатеї 1950—1952 років. Антон Бруун описав рибу як «безсумнівно, найдивніший улов експедиції Галатея, і взагалі одне з найдивніших створінь у величезному розмаїтті рибного світу».
Після відкриття вважалося, що вид представляє новий рід і отримав назву Galatheathauma axeli (рід названо на честь їхнього корабля, а назва виду — данина принцу Данії Акселю). Першовідкривачі знали про раніше знайдену рибу-вудильника з ескою (органом-приманкою) у роті, Thaumatichthys pagidostomus, але оскільки єдиний екземпляр T. pagidostomus сягав лише 8 см, вважалося малоймовірним, що цей вид належить до того ж роду. Пізніше з'ясувалося, що різниця в розмірах пояснюється віком, і Galatheathauma була об'єднана з Thaumatichthys.

## Поширення
Вид поширений в абісальній зоні на сході Тихого океану. Відомий лише з двох місць: біля узбережжя Нікарагуа та біля Нижньої Каліфорнії (Мексика). Цей вид відомий лише з двох самиць, зібраних у 1952 році; тому статус його популяції невідомий. Зразки були зібрані під час промислу тралами на глибині 3570-3695 метрів.

## Опис
Максимальна стандартна довжина цього батидемерсального виду становить 36,5 см. Самець виростає лише до 3,6 см. Він прикріплюється до самиці та живе на ній як паразит.